# Nautical Channel
Nautical Channel (anciennement Sailing Channel de 2005 à octobre 2007 puis Yacht & Sail de 2007 à décembre 2011) est une chaine du groupe italien Digicast,  filiale de RCS MediaGroup, consacrée au nautisme, qui émet en Italie depuis 2001. Elle comporte des déclinaisons en France, au Royaume-Uni et en Allemagne et possède son magazine, Yacht & Sail Magazine, et une web radio.
Elle revendique une diffusion dans 44 pays pour 18 millions d'abonnés.

## Identité visuelle (logo)

Logo de Yacht & Sail de 2007 à 2011
Logo de Nautical Channel de 2011 à 2022.
Logo de Nautical Channel depuis 2022